# Aleksandr Trošečkin
Aleksandr Igorevič Trošečkin (in russo Александр Игоревич Трошечкин?; Mosca, 23 aprile 1996) è un calciatore russo, centrocampista del Pari Nižnij Novgorod.

## Carriera

### Club
Ha giocato nella prima divisione russa.

### Nazionale
Ha giocato nella nazionale russa Under-21.

## Palmarès

### Club

#### Competizioni nazionali
- Coppa di Russia: 1

Tosno: 2017-2018
- Kubok FNL: 1

Chimki: 2020